# Sorghastrum pohlianum
Sorghastrum pohlianum là một loài thực vật có hoa trong họ Hòa thảo. Loài này được Dávila, L.I.Cabrera & R.Lira miêu tả khoa học đầu tiên năm 1998.